# Rosa Montero
Pour les articles homonymes, voir Montero (homonymie).
Ne doit pas être confondu avec Rosenda Monteros.
Œuvres principales
- La Fille du cannibale (1997)
- La Folle du logis (2003)
- Instructions pour sauver le monde (2008)
- L'Idée ridicule de ne plus jamais te revoir (2013)

Rosa Montero Gayo (née le 3 janvier 1951 à Madrid (Espagne)) est une romancière et journaliste espagnole. En novembre 2017, elle reçoit le prix national des lettres espagnoles.

## Biographie
Dans son enfance, elle lit de la science-fiction, qui l'inspirera plus tard pour ses romans.
Rosa Montero a une formation de psychologie et de journalisme. Elle travaille pour le quotidien espagnol El País depuis 1976. En 2011 paraît El amor de mi vida, recueil d'articles publiés entre 1998 et 2010 dans ce journal.
Elle publie son premier roman en 1979, Crónica del desamor.
Très populaire, elle a beaucoup de succès dans les pays hispanophones et notamment en Espagne, avec ses ouvrages comme La Folle du logis (La loca de la casa) ou La Fille du cannibale (La hija del caníbal), best-seller dans son pays, et qui a été couronné du Prix Primavera en 1997, Le temps de la haine et figure parmi la liste « Les cent meilleurs romans en espagnol du XXe siècle » établie en 2001 par le journal El Mundo.

## Ses œuvres traduites en français
En 2023, treize de ses ouvrages ont été traduits en français, aux éditions Métailié. Le premier est publié en 2002 Le Territoire des Barbares (El Corazon Del Tartaro). En 2004 La Folle du logis, (La loca de la casa), qui, selon le magazine L'Express, est un « plaidoyer passionné pour l'écriture, la lecture et le rêve comme ultimes remparts contre la folie. » En 2006 La Fille du Cannibale (La hija del caníbal), une « alternance des voix pour une alternance des rôles entre trois personnages qui racontent le passage de la jeunesse à la maturité, avec ce cap de la quarantaine où les réponses semblent enfin l'emporter sur les questions » pour L'Express. En 2008, Le Roi transparent (Historia del Rey Transparente).
En 2010, Instructions pour sauver le monde (Instrucciones para salvar el mundo), dont la critique du journal Le Monde mentionne : « Au fil de son récit, l'auteur montre la frustration des humains, leurs souffrances physiques, leurs deuils, leurs échecs ; mais aussi leur désir de nuire, leur appétit de vengeance, la tendance à avilir tout ce qui peut l'être. Elle évoque la noirceur de l'univers, les grandes vagues de haine qui nous submergent, la répression instinctive de toute pulsion qui pourrait nous conduire vers un dieu bon. » L'année suivante paraît Belle et sombre (Bella y oscura).
En 2015, L'Idée ridicule de ne plus jamais te revoir (La ridícula idea de no volver a verte), selon la critique du journal Le Monde, « introduit une rupture : pour la première fois, l’écrivaine espagnole a fait de sa douleur la plus intime, la perte de son compagnon, Pablo, en 2009, la matière d’un livre étrange et captivant, au genre inclassable, entre l’essai, le récit et la biographie – celle de Marie Curie (1867-1934) ».
L'année suivante, en janvier 2016, paraît Le Poids du cœur (El peso del corazón), aux mêmes éditions Métailié.
En 2019, paraît Le temps de la haine, mettant en scène Bruna Husky, une replicante cyborg qui ne se résout pas à subir le sort réservé à ses congénères, de mourir à une date précise. L'autrice considère que ses romans appartenant à l'univers de  Bruna Husky sont parmi les plus réalistes qu'elle ait écrits.
En 2023, paraît aux éditions Métaillé Le Danger de ne pas être folle, ouvrage hybride entre roman autobiographique et essai dans lequel Rosa Montero relie l'inspiration créative à la folie et, plus généralement, à la neuroatypie. Cette enquête étayée de nombreuses références scientifiques sur le fonctionnement psychique des artistes lui permet de faire le récit des souffrances et de la vie de nombreux écrivains. Elle y raconte également l'usurpation d'identité dont elle a fait l'objet pendant de nombreuses années par une inconnue, évoquant tout à la fois la crainte et la fascination que cette usurpation a suscité chez elle.

## Œuvre

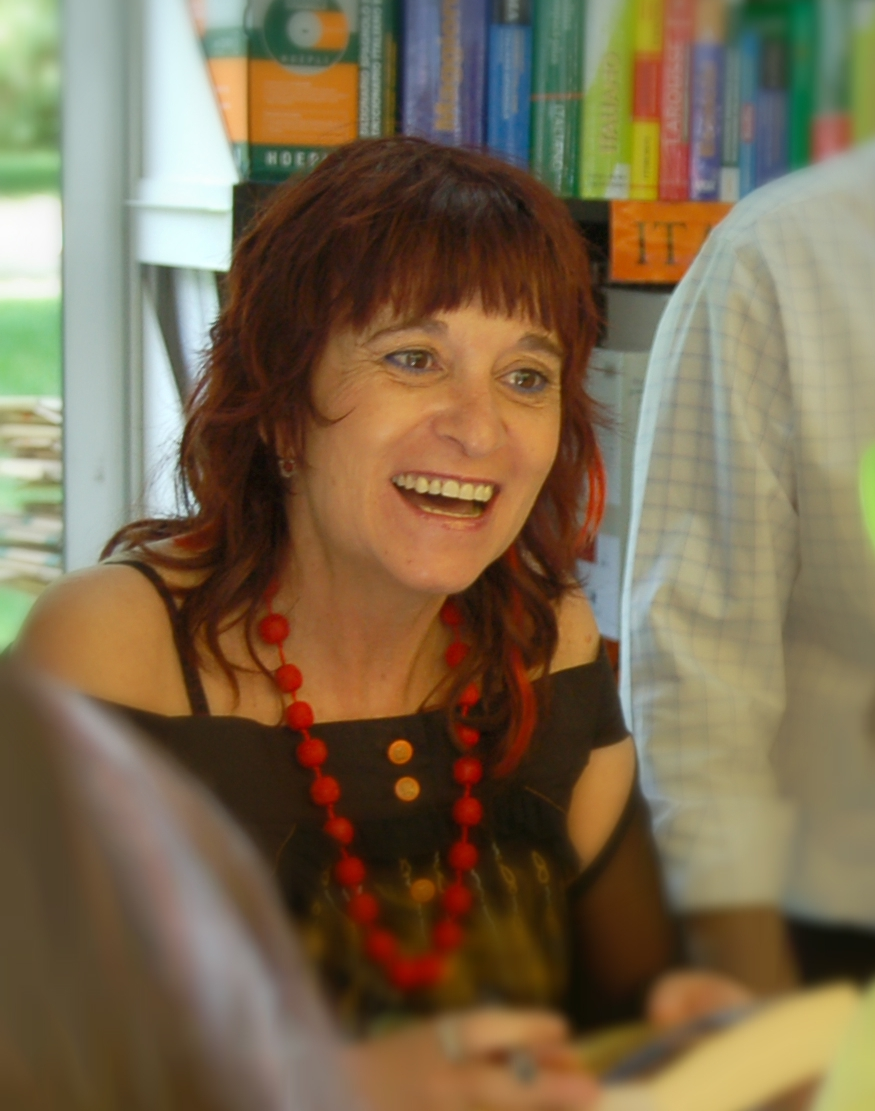
Rosa Montero, à la Foire du Livre de Madrid 2007.

### Romans
- (es) Crónica del desamor, Debate, 1979
- (es) La función Delta, Debate, 1981
- (es) Te trataré como a una reina, Seix Barral, 1983
- (es) Amado amo, Debate, 1988
- (es) Temblor, Seix Barral, 1990
- Belle et sombre, Métailié, 2011 ((es) Bella y oscura, Seix Barral, 1993), trad. Myriam Chirousse, 192 p.  (ISBN 978-2864247715)
- La Fille du Cannibale[7], Métailié, coll. « Suite hispanique », 2006 ((es) La hija del caníbal, Espasa, 1997), trad. André Gabastou, 407 p.  (ISBN 978-2864245636)
- (es) Amantes y enemigos, Alfaguara, 1998
- Le Territoire des Barbares, Métailié, coll. « Suite hispanique », 2002 ((es) El corazón del tártaro, Espasa, 2001), trad. André Gabastou, 222 p.  (ISBN 978-2864245117)
- La Folle du logis[5], Métailié, coll. « Suite hispanique », 2004 ((es) La loca de la casa, Alfaguara, 2003), trad. Bertille Hausberg, 200 p.  (ISBN 978-2864245070)
- Le Roi transparent, Métailié, 2008 ((es) Historia del Rey Transparente[14], Alfaguara, 2005), trad. Myriam Chirousse, 471 p.  (ISBN 978-2864246343)
- Instructions pour sauver le monde[8], Métailié, 2010 ((es) Instrucciones para salvar el mundo[15], Alfaguara, 2008), trad. Myriam Chirousse, 269 p.  (ISBN 978-2864247142)
- Des larmes sous la pluie, Métailié, 2013 ((es) Lágrimas en la lluvia, Seix Barral, 2011), trad. Myriam Chirousse, 416 p.  (ISBN 978-2-86424-894-1)
- L'Idée ridicule de ne plus jamais te revoir[11],[10], Métailié, 2015 ((es) La ridícula idea de no volver a verte, Seix Barral, 2013), trad. Myriam Chirousse, 180 p.  (ISBN 979-10-226-0164-1)
- Le Poids du cœur[12], Métailié, 2016 ((es) El peso del corazón, Seix Barral, 2015), trad. Myriam Chirousse, 356 p.  (ISBN 979-10-226-0417-8)
- La Chair, Métailié, 2017 ((es) La carne, Alfaguara, 2016), trad. Myriam Chirousse, 190 p.  (ISBN 979-10-226-0540-3)
- Le Temps de la haine, Métailié, 2019 ((es) Los tiempos del odio, Seix Barral, 2018), trad. Myriam Chirousse, 368 p.  (ISBN 979-10-226-0942-5)
- La Bonne chance, Métailié, 2021 ((es) La buena suerte, Alfaguara, 2020), trad. Myriam Chirousse, 288 p.  (ISBN 979-10-226-1149-7)
- Le Danger de ne pas être folle, Métailié, 2023 ((es) El peligro de estar cuerda, Seix Barral, 2022), trad. Myriam Chirousse, 288 p.  (ISBN 979-10-226-1293-7)

### Romans pour la jeunesse
- (es) El nido de los sueños, Siruela, 1991

### Contes pour les enfants
- (es) Las barbaridades de Bárbara[16], Alfaguara Infantil y Juvenil, 1996
- (es) El viaje fantástico de Bárbara[17], Alfaguara Infantil y Juvenil, 1997
- (es) Bárbara contra el Doctor Colmillos, Alfaguara Infantil y Juvenil, 1998

### Récits
- (es) Doce relatos de mujer, Alianza, 1982Avec onze autres auteurs
- (es) El puñal en la garganta[18], Alfaguara, 1994Paru dans recueil Relatos urbanos
- (es) Amantes y enemigos - Cuentos de parejas[19], Alfaguara, 1998
- (es) Las madres no lloran en Disneylandia, Relato, 1999
- (es) Cuentos del mar, Ediciones B, 2001Avec huit autres auteurs

### Essais
- (es) España para ti para siempre, AQ Ediciones, 1976
- (es) Cinco años de país, Debate, 1982
- (es) La vida desnuda, Aguilar, 1994
- (es) Historias de mujeres[20], Alfaguara, 1995
- (es) Entrevistas, Aguilar, 1996
- (es) Pasiones, Aguilar, 1999
- (es) Estampas bostonianas y otros viajes, Península, 2002
- (es) Lo mejor de Rosa Montero, Espejo de tinta, 2005
- (es) El amor de mi vida, Alfaguara, 2011Recueil d'articles publiés entre 1998 et 2010 dans le journal El País
- (es) El peligro de estar cuerda, Seix Barral, 2022

### Nouvelles
- À table !, Métailié, 2004, 320 p.  (ISBN 2-86424-513-2)Recueil de nouvelles, par 42 auteurs[21], pour les 25 ans des éditions Métailié[22]

## Prix et distinctions
- Prix de journalisme 1993[3]
- Prix Primavera 1997 pour[3] La hija del caníbal (La Fille du cannibale)
- Palmarès de la liste « Les cent meilleurs romans en espagnol du XXe siècle » (établie en 2001 par le journal El Mundo) pour La hija del caníbal (La Fille du cannibale)
- Premier Prix littérature et journalisme Gabriel García Márquez 1999[3]
- Prix “Qué leer” 2004[3]
- Prix Grinzane Cavour 2005[3]
- Prix Saint-Emilion Pomerol Fronsac 2006[23] pour La Folle du logis
- Prix Mandarache des jeunes lecteurs 2007[3]
- Prix de la traduction Pierre-François Caillé 2008[23] pour Le Roi transparent
- Prix des lecteurs, Salon des Littératures Européennes de Cognac 2011[23] pour Instructions pour sauver le monde
- Prix Tess d’or du meilleur roman fantastique par Tess Magazine 2013[23] pour Des larmes sous la pluie
- Prix national des lettres espagnoles 2017[24]
- Prix Ulysse à l'ensemble de l'œuvre Festival Arte Mare Bastia 2021[25]
- Médaille d'or du mérite des beaux-arts, décernée par le Ministère de l'Éducation, de la Culture et des Sports espagnol, 2022[26].